# کالپین (کالیفرنیا)
کالپین (به انگلیسی: Calpine) یک منطقهٔ مسکونی در ایالات متحده آمریکا است که در شهرستان سیرا، کالیفرنیا واقع شده‌است. کالپین ۱٫۸۴۴ کیلومتر مربع مساحت و ۲۰۵ نفر جمعیت دارد و ۱٬۷۳۴٫۰۳ متر بالاتر از سطح دریا واقع شده‌است.